# Serrallonga (Sant Llorenç de la Muga)
La Serrallonga és una serra situada entre els municipis de Sant Llorenç de la Muga i de Terrades a la comarca de l'Alt Empordà, amb una elevació màxima de 225 metres. És una serra que transcorre en direcció est-oest, amb el vessant oest de la serra acabant al pantà de Boadella, i una longitud total d'un 1,15 km.